# Hyllus leucomelas
Hyllus leucomelas är en spindelart som först beskrevs av Lucas 1858.  Hyllus leucomelas ingår i släktet Hyllus och familjen hoppspindlar. Inga underarter finns listade i Catalogue of Life.